# 勒潘 (德塞夫勒省)
勒潘（法語：Le Pin，法語發音：[lə pɛ̃] ⓘ）是法國德塞夫勒省的一个市镇，位於該國西部，属于布雷叙尔区。

## 地理
勒潘（46°51'40"N, 0°39'15"W）面积19.09 平方千米，位于法国新阿基坦大区德塞夫勒省，该省份为法国西部内陆省份，北起曼恩-卢瓦尔省，西接旺代省，南至夏朗德省和滨海夏朗德省，东临维埃纳省。
与勒潘接壤的市镇（或旧市镇、城区）包括：瑟里宰、莫莱翁、锡里耶尔、孔布朗、尼埃伊莱索比耶。

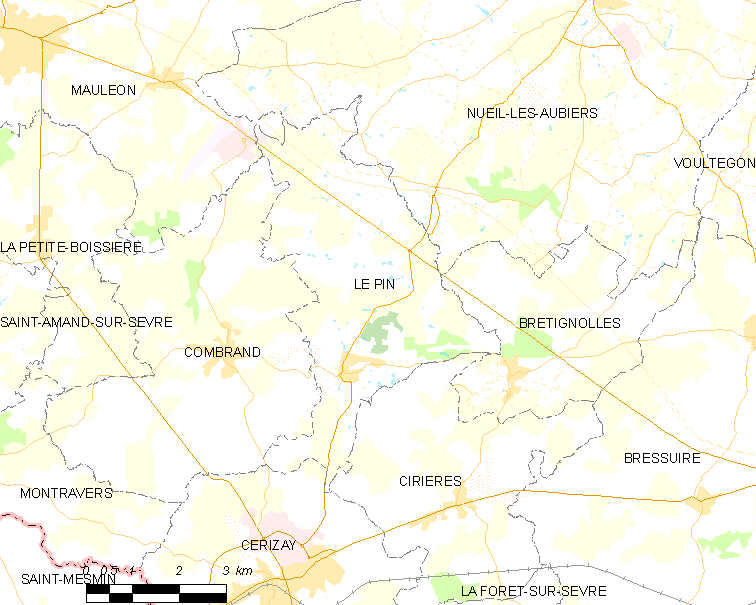
的OSM定位图

勒潘的时区为UTC+01:00、UTC+02:00（夏令时）。

## 行政
勒潘的邮政编码为79140，INSEE市镇编码为79210。

## 政治
勒潘所属的省级选区为瑟里宰县。

## 人口

1962-2008年间人口变化图示

勒潘于2022年1月1日时的人口数量为1069人。

## 外部連結
- INSEE （页面存档备份，存于）